# 共和村 (新港鄉)
23°33′23″N 120°20′00″E / 23.55639°N 120.33333°E
共和村位於中華民國台灣省嘉義縣新港鄉，為當地的行政區劃。

## 地理
共和村於嘉義縣新港鄉的西北端,東與中庄村、福德村相鄰，西邊毗鄰南港村，北有南崙村與板頭村為鄰，南邊毗鄰潭大村。
共和村由後庄、董厝、黃厝、洪厝、藍仔厝、埤頭、頂菜園等聚落組成，後庄是最大的聚落。

## 聚落歷史
三山國王祖基在廣東省潮州府，後庄先民大多是由廣東省來台入墾者，現在之古民及中庄住民則大多是由後庄分居者。後庄、古民及中庄同樣信奉三山國王，清代稱大西勢潭三庄。
主祀三山國王最早可能由祖基迎來奉祀於民宅。至乾隆年間，聚落住民聚增，三山國王信徒亦日增，遂興建廟宇奉祀神像，後來發展成為共和村後庄廣福宮 、古民村永福宮，與中庄村永祿宮 。

## 教育
共和村區域內並無學校，學區上屬於新港國小與新港國中。

## 文化資產
相傳嘉慶年間，北港溪氾濫，漂下柴木一塊漂流至本境發出豪光，庄民撿起敬雕成三尊三山國王金身，大王奉祀於後庄，二王奉祀於古民，三王奉祀於中庄，是時係三庄連統，擁有大筆之土地財產的庄民也將其財富分給各庄廟宇運營，以其收入作為各廟之燈油錢。
廣福宮原建在西庄之榕樹邊，清朝道光九年(1829)十一月，居民遷徙入庄中，重建後庄眾置「德配川嶽」橫匾於殿上。
日治時期明治三十九年(1906)之大地震，使廟宇受震傾損，當事人郭註、郭馬主倡以廟產土地出售一千元，明治四十一年（1908）完成改建。
共和村後庄廣福宮 、古民村永福宮，與中庄村永祿宮三庄向以「兄弟庄」相稱。三庄曾經舉行聯合遶境活動，亦保留良好的互動關係，任何一庄有重要祭典時，也會請另二庄的三山國王神像及新港奉天宮開臺媽祖神像，共同參與，同享香祀。

## 景點
- 頂菜園鄉土館：由陳明惠先生跟台糖租地，一手打造位於頂菜園、致力於守護鄉土資產的，是具有地標意義的公共設施，試圖重現了台灣五○年代的農村景觀與生活風貌，是一個獲得勞委會補助的鄉土計劃園區[5]，曾獲2010年文建會社區及地方文化館主題展深度旅遊類全國優等獎第一名。